# Sanne Sannes
Sanne Sannes (Groningen, 19 maart 1937 – Bergen, 23 maart 1967) was een Nederlands fotograaf. Het belangrijkste thema in zijn werk was de erotische kracht van de vrouw. Zijn stijl kenmerkt zich door de grofkorrelige zwart-wit foto's, die vaak analoog zijn nabewerkt, beschadigd of uitgeknipt.

## Biografie
In 1955 schrijft Sannes zich in voor de Academie voor beeldende kunsten Groningen. In 1959 verlaat hij vroegtijdig de academie waardoor hij in militaire dienst moet. De eerste foto's van Sanne Sannes worden in 1959 gepubliceerd. In 1960 wordt zijn werk tentoongesteld in het Groninger museum.
Sanne Sannes brengt in 1964 zijn eerste fotoboek uit 'Oog om oog', met gedichten van Hugo Claus. Hij werkt tijdens zijn leven nog aan meerdere fotoboeken, maar die zullen niet of pas na zijn dood uitkomen.
Het werk van Sannes wordt in verschillende groepstentoonstellingen geëxposeerd, onder andere in het Stedelijk Museum en George Eastman House in Amerika.
Sannes overleed in 1967 op 30-jarige leeftijd, als gevolg van een auto-ongeval na een modereportage in Bergen (Noord-Holland). Zijn assistent Gerrit Jan Wolffensperger raakte gewond; een van de fotomodellen, Yvonne Vel, heeft ondanks een langdurige revalidatie nooit meer haar beroep kunnen uitoefenen. Sannes is begraven op Begraafplaats Heidehof in Ugchelen.
Frodo Terpstra maakte over zijn werk en leven de documentaire De vrouwen van Sanne Sannes, die in 2009 werd uitgezonden door Het uur van de wolf. Het aanvankelijk door de documentaire geschetste beeld van een eenzame man, die het gemis aan erotiek en romantiek in zijn eigen leven compenseerde door sensuele foto's te maken van naakte jonge meisjes, kantelt als een model vertelt dat ze een relatie met hem had en die eindigde nadat hij haar bedroog met andere modellen.

## Werk
Sannes maakt met name contrastrijke zwart-witfoto's, met zeer grove filmkorrel. Zijn belangrijkste thema is de erotische kracht van de vrouw. 
Hij maakt in 1966 een fotofilm voor de VPRO, deze weigerde de film uit te zenden en stuurde hem terug naar de montagetafel. Niet zozeer het naakt, maar het sadisme ging de omroep te ver. De film ging over Lucia Campert, de toenmalige vrouw van Remco Campert, die vlak voor haar dood wraak neemt op de mannen uit haar leven. Sannes fotografeerde haar en andere meisjes (half)naakt als stripteasedanseres, femme fatale, prostituee en vampier om haar fantasieën te verbeelden. Door zijn overlijden heeft Sanne Sannes de film niet meer kunnen aanpassen.

## Stijl en techniek
Bij het fotograferen gebruikt Sannes soms een lange sluitertijd van 1/25 seconde, wat bewegingsonscherpte kan veroorzaken. Sannes schiet zijn foto's op Ilford HP3 film met een Rolleiflexcamera, vaak had hij ook een Nikon 35mm camera bij zich. Regelmatig maakt hij uitsnedes van de negatieven en hij vergroot details, wat de scherpte vermindert en de filmkorrel duidelijk zichtbaar maakt en een enkele keer bekrast Sannes de negatieven. Zijn afdrukken zijn donker wat het contrast benadrukt.
In het boek Sex a gogo (1969) maakt hij gebruik van collagetechniek. Hij combineert uitgeknipte foto’s met tekst en tekeningen uit strips.
Kenmerkend aan Sanne Sannes' foto's is dat ze vrouwen van dichtbij tonen waarbij de focus ligt op het gezicht en de borsten. Hij maakt vooral gebruik van aanwezig licht. Regelmatig gebruikt hij schermen of gaas om doorheen te fotograferen en soms drukt hij verschillende negatieven over elkaar. De stijl doet denken aan snapshots of stills uit een film.

## Werk in openbare collecties (selectie)
- Rijksmuseum Amsterdam[9]
- Nederlands Fotomuseum[10]

## Filmografie
- Dirty Girl (Santa Lucia of Sanne Lucia) (1966). 16mm, VPRO.